# Place de la libération pacifique du Tibet

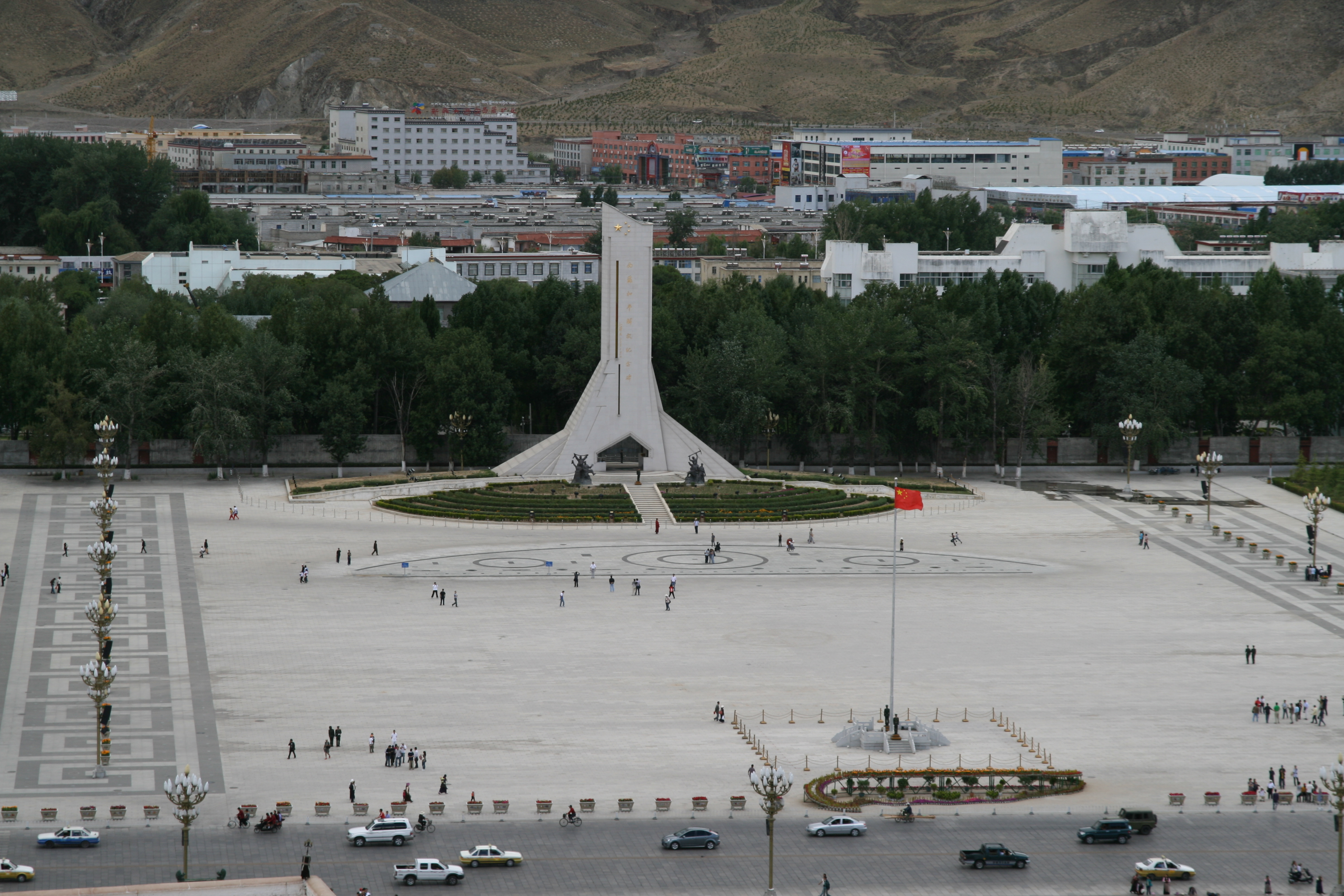
Vue de la place de la libération pacifique du Tibet prise depuis le Potala en 2009

La place du Potala ou esplanade du Potala, officiellement place de la libération pacifique du Tibet, est située devant le palais du Potala à Lhassa dans la région autonome du Tibet.

## Origines
Elle fut créée en 1994-1995, pour fêter le 30e anniversaire de la création de la région autonome du Tibet (en 1965). Sa construction était l'un des 62 projets « Aider le Tibet ».

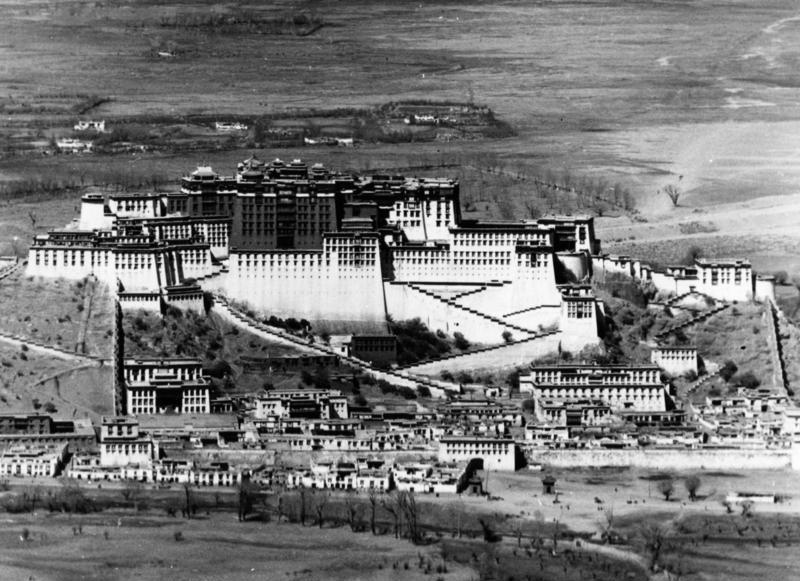
Le Potala et, en contrebas, le village de Shöl en 1938

Le tibétologue Robert Barnett et Tsering Woeser indiquent que la construction de la nouvelle place a nécessité la démolition de pratiquement tout le village du Shöl, un des derniers secteurs de l'architecture tibétaine de Lhassa,.
L'architecte André Alexander, précise qu'à l'été 1995, plus de 140 familles résidant à Shöl furent expropriées et réinstallées au nord de Lhassa. Plus de 40 bâtiments anciens, faisant partie de l'ensemble historique « Palais du Potala et Shoel », dont beaucoup du XVIIe siècle, furent démolis tant intra-muros qu'extra-muros, étant jugés à l'époque comme d'importance trop faible pour faire partie de l'ensemble monumental. Selon Kate Saunders, directeur de communication de l'association Campagne internationale pour le Tibet, les autorités prévoyaient de démolir la plus grande partie de ce qui restait du village de Shöl pour y construire une place et un musée. La zone comportant les bâtiments extérieurs aux murailles de Shöl, a été démolie pour créer la place du Potala en 1994-1995.
Dans la première moitié des années 2000, l'esplanade du Potala, faisant partie de la zone tampon du site inscrit au patrimoine de l'humanité, fut intégrée au plan d'urbanisme de la ville de Lhassa et fit l'objet d'améliorations visant à en faire une aire de détente pour le grand public (coût : 140 millions de yuan). 142 maisons ou établissements construits des années 1970 et 1980 situés à proximité de la place furent démolis pour faire place à des espaces verts. La célébration du 40e anniversaire de la fondation de la région autonome en 2005 eut lieu sur une place encadrées d'espaces verts.

## Emplacement et accès

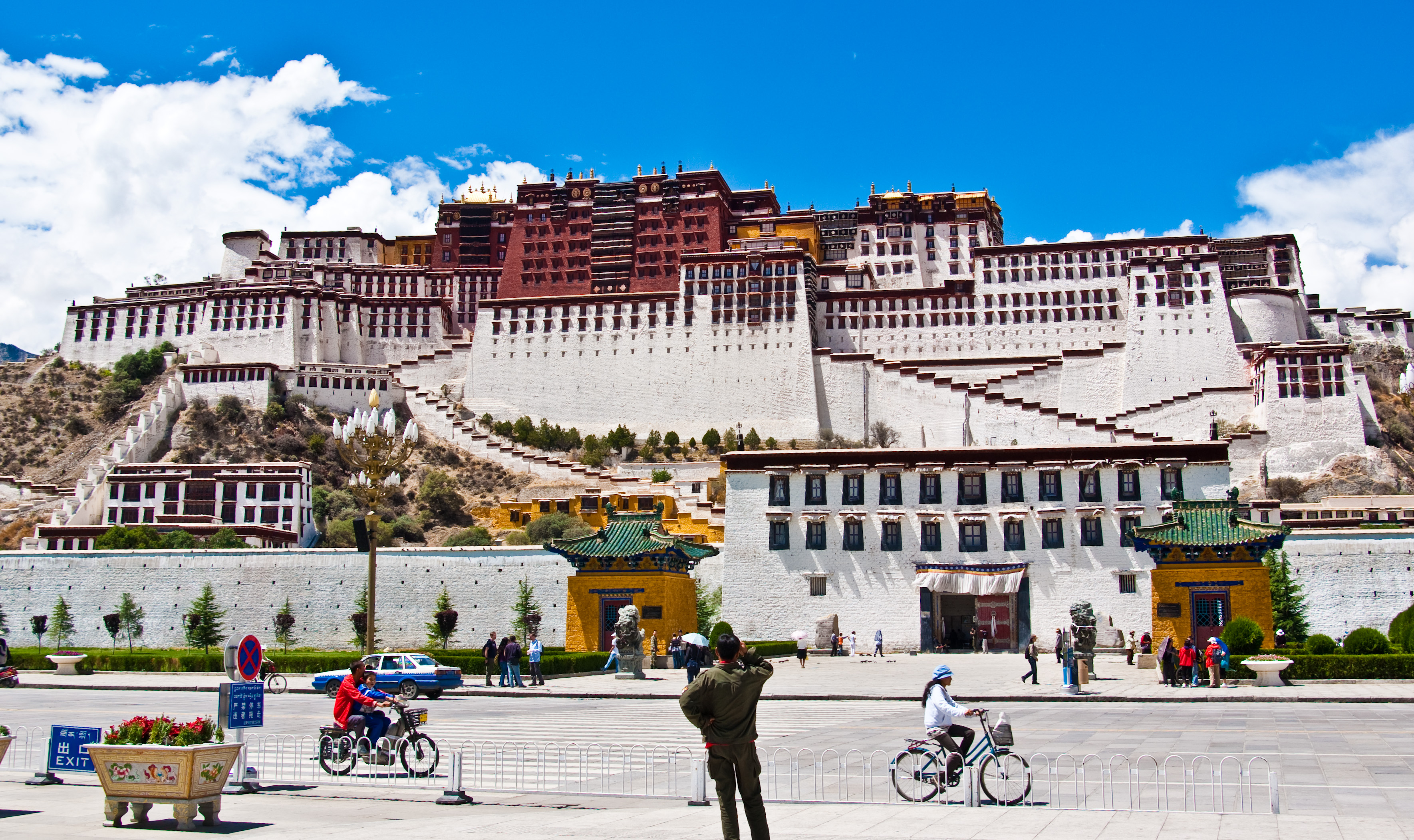
Entrée de l'enceinte du village de Shöl vue depuis la place du Potala en 2009

La place est un vaste rectangle d'axe nord-sud qui s'étend au sud de l'avenue Beijing Donglu. La rive nord de cette avenue est occupée par une pelouse longeant la muraille de l'ancien village de Shöl. À mi-longueur de la muraille se trouve une large allée dallée bordée de deux lions chinois et menant au bâtiment d'entrée du site du patrimoine mondial.
On accède à l'esplanade, en venant de cette entrée, par un passage souterrain piétonnier, décoré à la tibétaine.
La place comprend, à l'est, une zone de canaux et de lacs et, à l'ouest, un espace vert. À l'ouest de la place, se trouve le centre de radio télévision et, plus à l'ouest, la tour des télécommunications.

## Aménagements

### Description
La place est entièrement pavée de dalles de granit poli[réf. nécessaire].
À la bordure sud de cette vaste esplanade carrée, et en dehors des zones de protection du site du patrimoine mondial, se dresse le mémorial de la libération pacifique du Tibet. Devant le mémorial, se dresse un mât où est hissé le drapeau national.
Une fontaine musicale attire de nombreux touristes. Ses jets d'eau, sa musique et ses lumières s'activent de 9 h du soir à minuit (mais pas tous les jours).
Les aménagements de 2005 permirent la création d'une zone lacustre à l'est de l'esplanade, la restitution du système hydrographique avec la pose de canalisations entre la partie est et la partie ouest, et un reboisement. La superficie des lieux a ainsi augmenté de 30 000 mètres carrés.
Le pilier de Shöl, édifié en 764, se trouve maintenant sur la place. Le monument présente un compte rendu des campagnes de l'empire tibétain  contre la Chine, dont le point culminant fut la capture de la capitale chinoise de Chang'an, aujourd'hui Xi'an, en 763.

### Appréciations
Robert Barnett qualifie de « ridicule » cette nouvelle place, affirmant que, comme tout projet démesuré, il est critiqué par les habitants de Lhassa, lesquels la surnomment « place Kalachakra ». En effet, elle serait assez vaste pour accueillir les Tibétains lors du retour du dalaï-lama, qui célèbrerait alors une cérémonie de ce nom, en l'honneur de la paix dans le monde.

## Fonctions
La place sert de cadre à des commémorations, des concerts et des parades militaires et diverses manifestations. Le 23 mai 2011 eut lieu une cérémonie intitulée « Hisser le drapeau national et chanter l'hymne national » pour célébrer le 60e anniversaire de la « Libération du Tibet ». Le 11 septembre 2011, le 6e demi-marathon international à 3 490 m prit son départ depuis la place pour se terminer à l'hippodrome de Lhassa.
Le matin, au soleil, on peut assister à des spectacles de rue comme la danse moderne, la danse traditionnelle, le guozhuang et le taïchi.

## Galerie

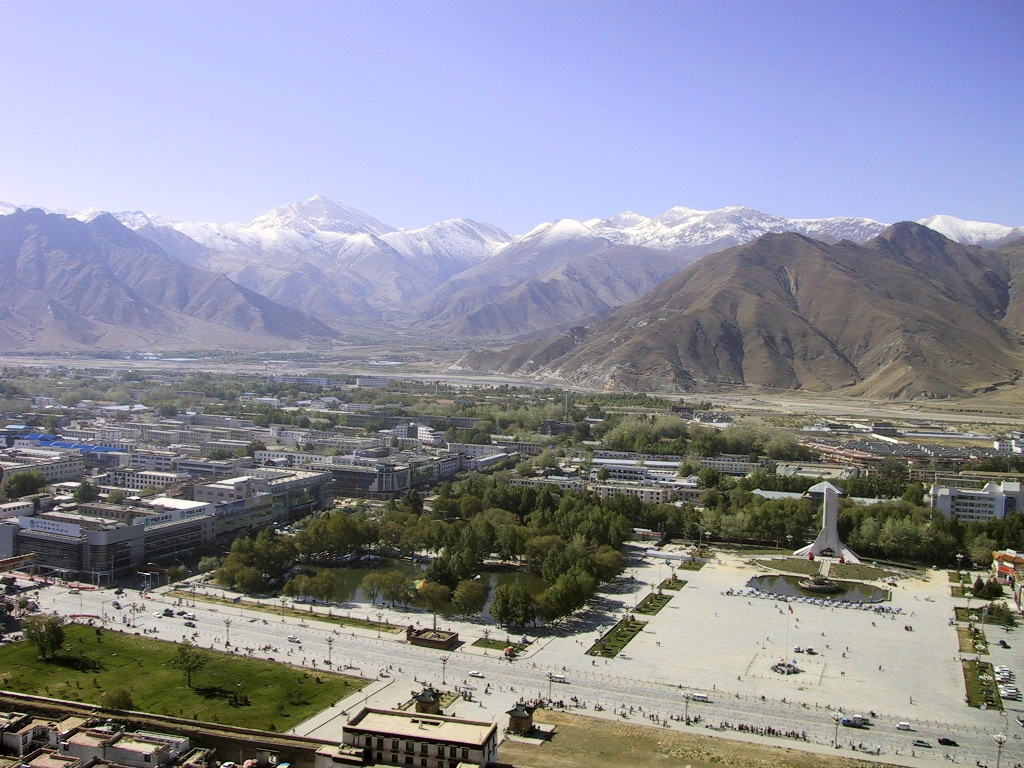
2004
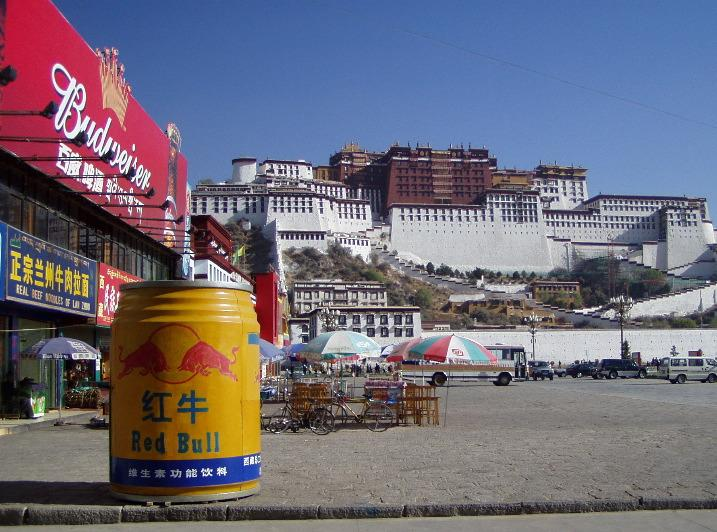
2004
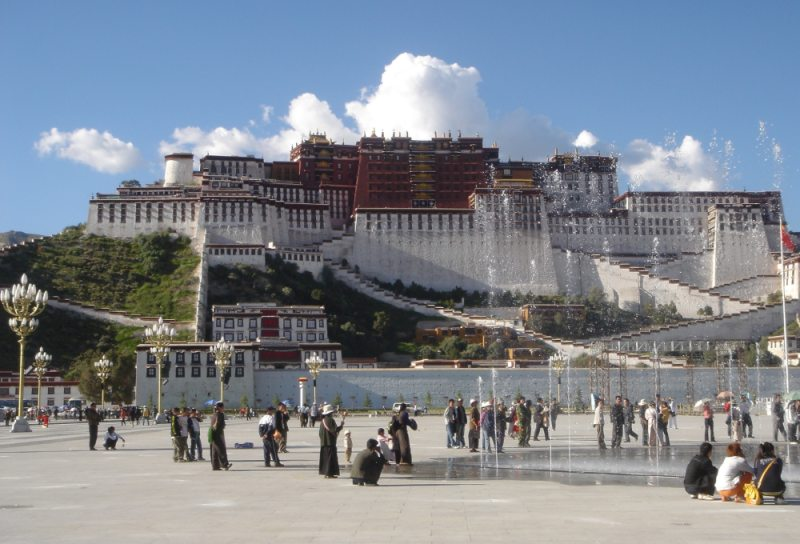
2005